# Cyphoma arturi
Cyphoma arturi is een slakkensoort uit de familie van de Ovulidae. De wetenschappelijke naam van de soort is voor het eerst geldig gepubliceerd in 2007 door Fehse.